# Кез Браун
Кез Браун (англ. Kazmiere «Kaz» TeLonna Brown; 17 жовтня 1996) — американська волейболістка, центральна блокуюча.

## Клуби
| Роки      | Команди                                  |
| --------- | ---------------------------------------- |
| 2018—2019 | «Мюнстер»                                |
| 2019—2020 | «Хімік» (Южне)                           |
| 2020—2021 | «Безьє»                                  |
| 2021—2022 | АЕК (Афіни)                              |
| 2022—2023 | «Athletes Unlimited Pro League» (Даллас) |
| 2023—     | «Орландо Валькірез»                      |

## Досягнення
- Володар кубка України (1): 2020
- Чемпіонка Професіональної волейбольної ліги США: 2025

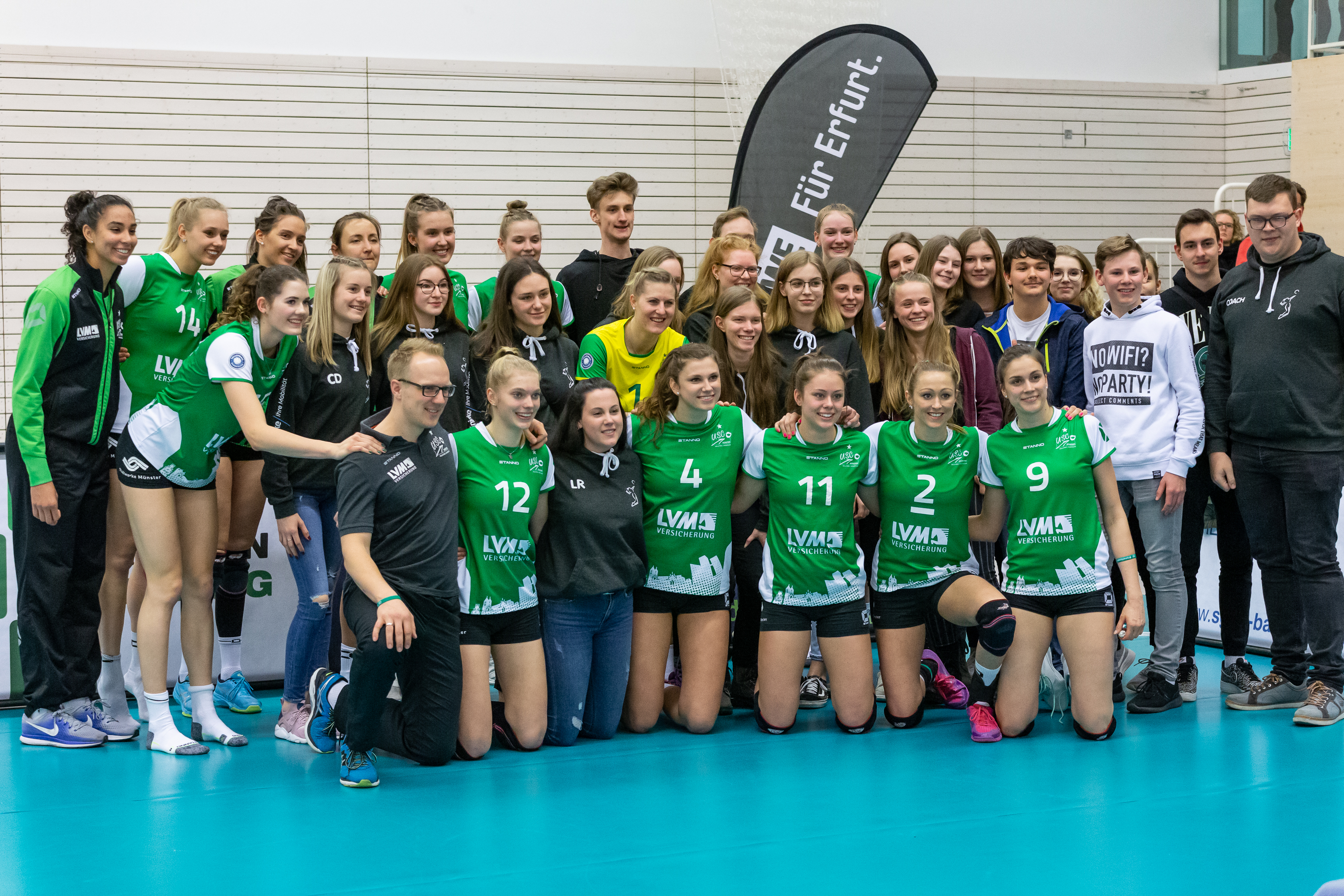
Команда «Мюнстер» перед грою з «Шварц-Вайсс» (Ерфурт). Кез Браун перша зліва.

## Статистика
Статистика виступів за «Хімік»:
| Сезон   | Клуб           | Турнір            | Ігри | Сети | Очки | Ср.  | Примітки |
| ------- | -------------- | ----------------- | ---- | ---- | ---- | ---- | -------- |
| 2019/20 | «Хімік» (Южне) | Чемпіонат України | 8    | 21   | 56   | 2,67 |          |
| 2019/20 | «Хімік» (Южне) | Кубок України     | 2    | 9    | 18   | 2    |          |
| 2019/20 | «Хімік» (Южне) | Ліга чемпіонів    | 2    | 6    | 13   | 2,17 | [ 1 ]    |
| Всього  | Всього         | Всього            | 12   | 36   | 87   | 2,42 |          |

Статистика виступів в єврокубках:
| Сезон   | Клуб           | Турнір         | Ігри | Сети | Очки | Ср.  | Примітки |
| ------- | -------------- | -------------- | ---- | ---- | ---- | ---- | -------- |
| 2019/20 | «Хімік» (Южне) | Ліга чемпіонів | 2    | 6    | 13   | 2,17 | [ 1 ]    |
| 2020/21 | «Безьє»        | Кубок ЄКВ      | 5    | 17   | 42   | 2,47 | [ 2 ]    |